# فلمرشم (بيدفوردشير)
فلمرشم (بالإنجليزية: Felmersham)‏ هي قرية وأبرشية مدنية تقع في المملكة المتحدة في إنجلترا.